# John Ogilby
John Ogilby (novembre 1600 – 4 septembre 1676) est un traducteur, impresario et cartographe écossais. Il est célèbre pour son Britannia Atlas de 1675, l'un des premiers atlas routiers anglais qui fixe les standards du genre.

## Biographie

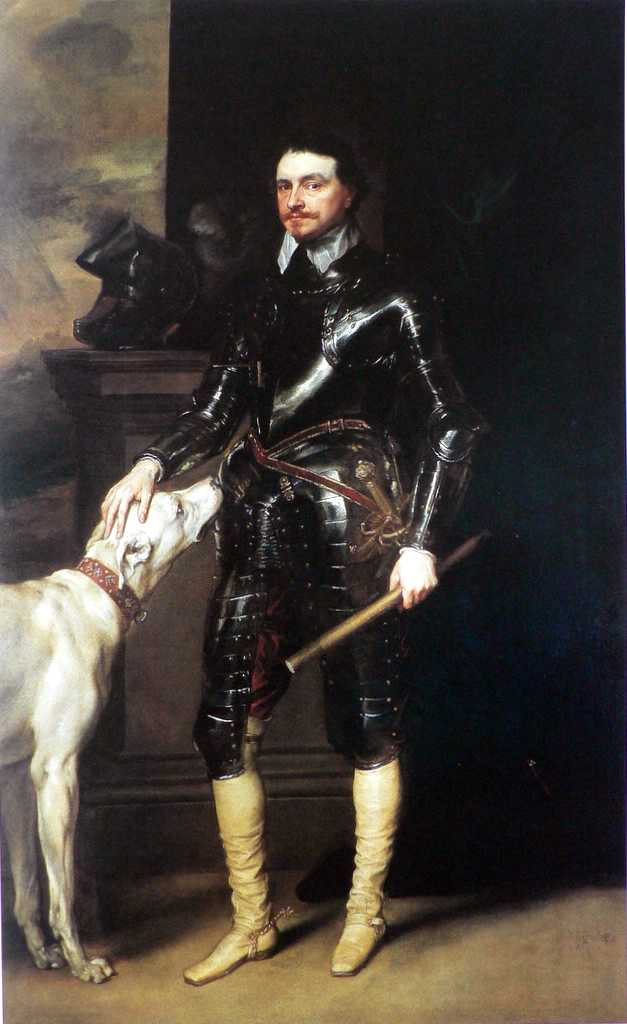
Thomas Wentworth, comte de Strafford, fut le premier protecteur d’Ogilby.

### Enfance
Ogilby est né près d'Édimbourg en novembre 1600. Son père est prisonnier de la cour de justice du King's Bench vraisemblablement pour faillite ou dettes. À la suite de spéculations, son fils obtient l'argent nécessaire pour le libérer et devenir apprenti d'un maître à danser.

### Maître de cérémonie en Irlande
John Ogilby accompagne Thomas Wentworth, premier comte de Strafford lorsqu'il part en Irlande en tant que Lord Deputy. Il devient le tuteur de ses enfants, et Strafford le nomme adjoint au Master of the Revels (maître de cérémonie). Après avoir géré le New Theatre de Dublin, il dirige la construction du Théâtre royal de Dublin qui ouvre en 1637. Ce dernier est fermé par les puritains en 1641.

### Traducteur et cartographe à Londres
Les insurrections de la Première Révolution anglaise le ruinent et il revient en Grande-Bretagne en 1646. Il se rend à Cambridge où il apprend le latin auprès d'érudits qui ont été impressionnés par sa diligence. Il traduit Virgile en anglais (1649-1650) ce qui lui rapporte une quantité substantielle d'argent. Ce succès encourage Ogilby à apprendre le grec auprès de David Whitford qui est ouvreur à l'école du dramaturge James Shirley.
Sa propriété londonienne est détruite pendant le grand incendie de Londres en 1666. Il reconstruit sa maison à Whitefriars et il y installe une presse à imprimer avec laquelle il produit de nombreux livres de qualité et notamment des atlas géographiques.
Il meurt à Londres le 4 septembre 1676.

## Œuvre

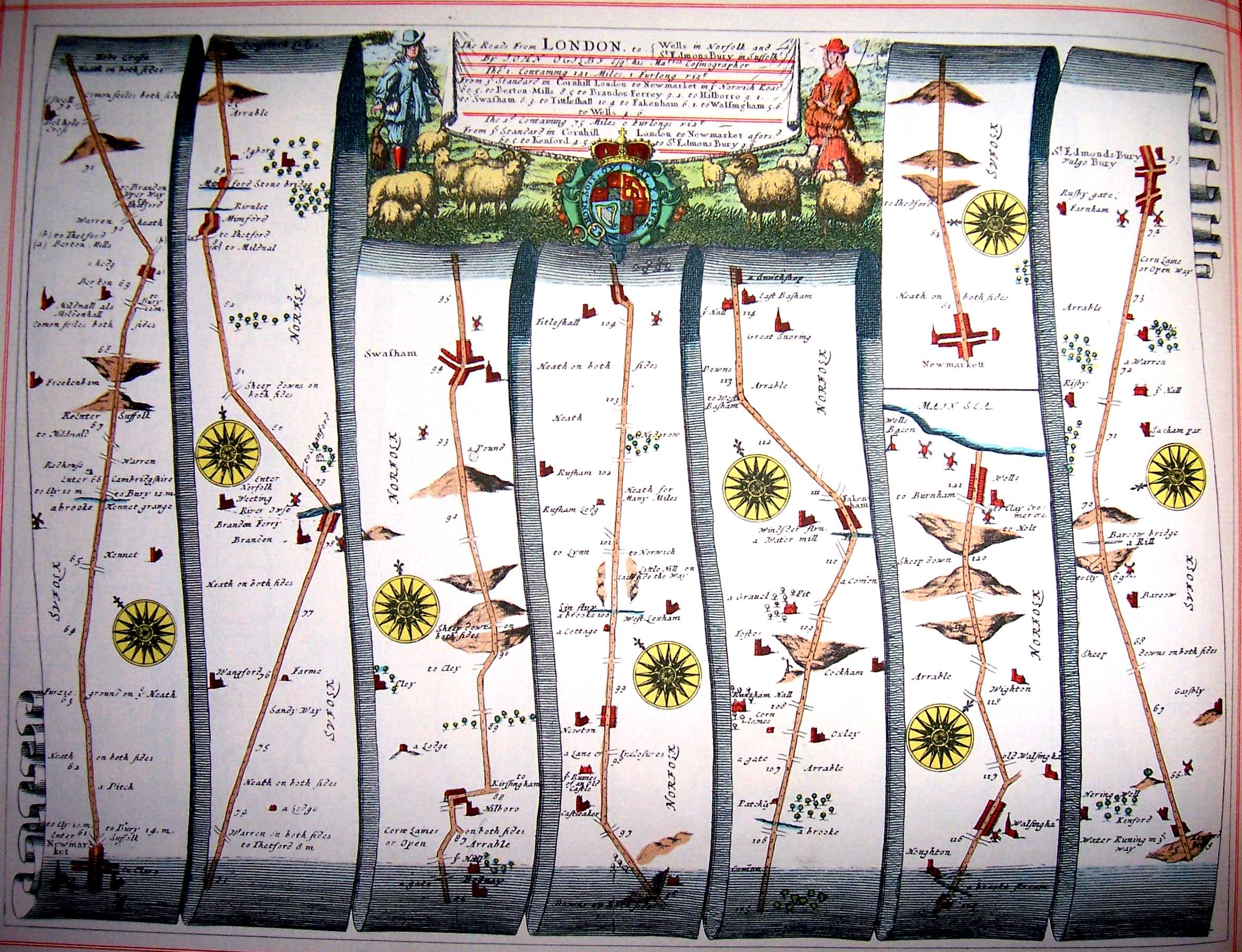
Extrait du Britannia Atlas de John Ogilby.

### Atlas
Avec la presse de sa maison de Whitefriars, Ogilby imprime des atlas. Ceux-ci comprennent notamment des gravures et des cartes de Wenceslas Hollar.
Ogilby s'est nommé lui-même « His Majesty's Cosmographer and Geographic Printer » (« le cosmographe et imprimeur géographe de Sa Majesté »).

### Britannia Atlas
Publié en 1675, le Britannia Atlas est l'un des premiers atlas routiers anglais. Il fixe les standards de ce genre d'ouvrages, notamment en utilisant des miles de 1760 yards (ce qui n'était alors pas standard) et en utilisant une échelle d'un pouce pour un mile (1/63360).

### Sens de l'esthétique

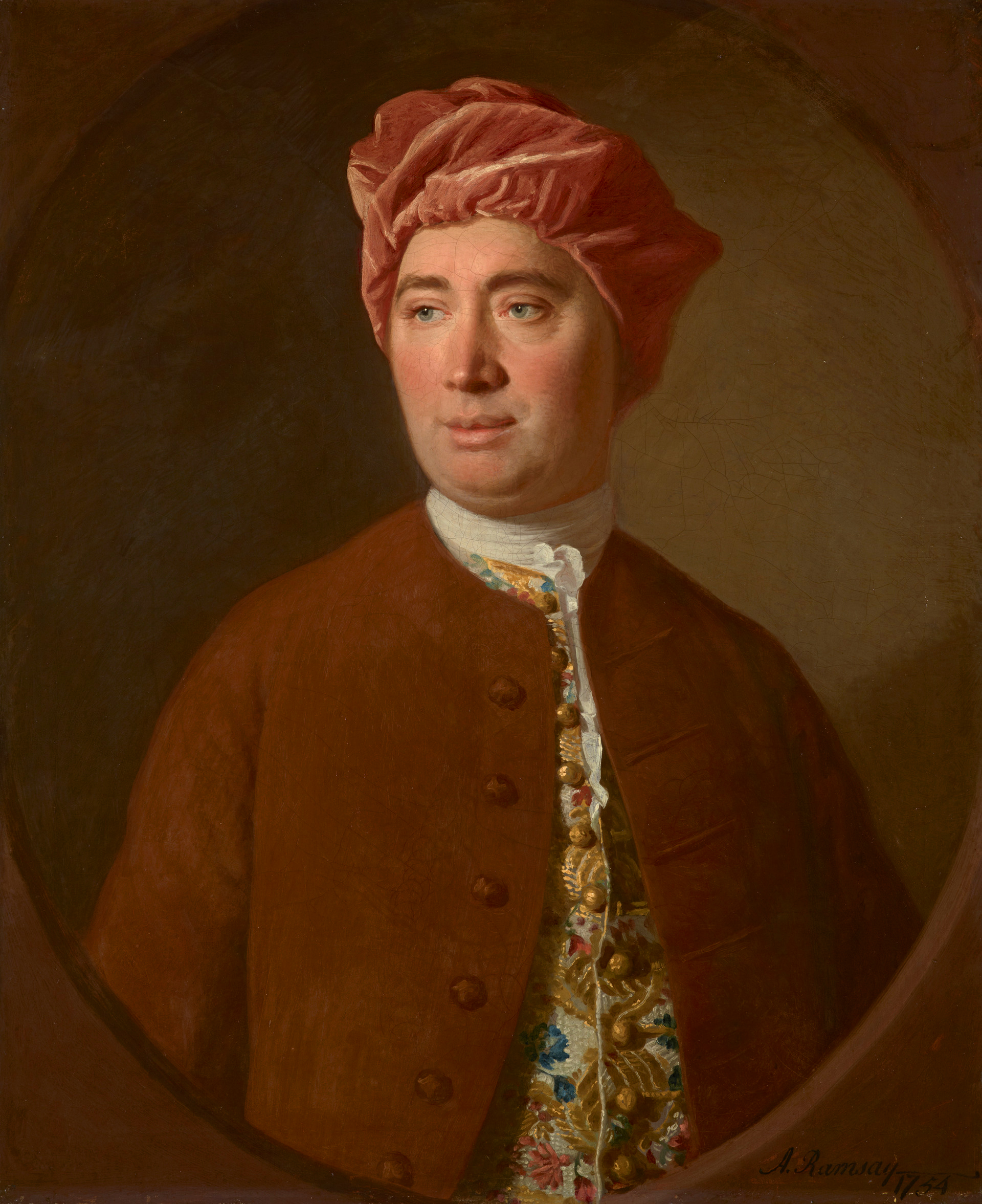
David Hume.

Le philosophe écossais David Hume fait référence à l'œuvre d'Ogilby pour illustrer l'idée que le bon sens fait fréquemment appel à un « goût standard » en matière d'esthétique.
« Whoever would assert an equality of genius and elegance between Ogilby and Milton, or Bunyan and Addison, would be thought to defend no less an extravagance, than if he had maintained a mole-hill to be as high as Teneriffe, or a pond as extensive as the ocean »
— Hume, Of the Standard of Taste

« Quiconque prétendrait qu'il y a une égalité de génie et d'élégance entre Ogilby et Milton, ou entre Bunyan et Addison, ne serait pas perçu comme défendant plus d'extravagance que s'il avait affirmé qu'une taupinière était aussi haute que Teneriffe ou qu'une mare était aussi grande que l'océan. »

### Ouvrages consacrés
- (en) Katherine S Van Eerde, John Ogilby and the taste of his times
- (en) Margret Schuchard, A descriptive bibliography of the works of John Ogilby and William Morgan
- (de) Margret Schuchard, John Ogilby, 1600-1676; Lebensbild eines Gentleman mit vielen Karrieren